# Nigriták
A nigriták ókori afrikai nép. Székhelyük Nigira volt az ókorban csak homályosan ismert Niger folyó mellett. (A folyó valószínűleg nem azonos a mai Niger folyóval.) Pomponius Mela, idősebb Plinius és Sztrabón említi őket.